# Vanessa Agbortabi
Vanessa Agbortabi (* 4. Dezember 1998 in Chemnitz) ist eine deutsche Volleyballspielerin. Die Außenangreiferin spielt nach mehreren Stationen in der Bundesliga ab 2020 für den SC Potsdam.

## Karriere
Agbortabi spielte in ihrer Jugend beim Berliner VV und von 2012 bis 2016 bei der SG Rotation Prenzlauer Berg. Mit dem „Volleyteam Berlin“ (Spielgemeinschaft Rotation Prenzlauer Berg, Berlin Brandenburger Sportclub und Köpenicker SC) wurde die Außenangreiferin dreimal deutsche Jugend-Meisterin.
2014 wechselte sie zum VC Olympia Berlin und spielte mit dem Nachwuchsverein in der Bundesliga. Seit Frühjahr 2017 spielte sie beim Bundesligisten Rote Raben Vilsbiburg, zunächst mit einem Zweitspielrecht für Nachwuchsspielerinnen. In der Saison 2018/19 gehörte sie fest zu den Roten Raben, mit denen sie das Playoff-Viertelfinale erreichte. Danach wechselte sie zum Ligakonkurrenten Ladies in Black Aachen. In der Saison 2019/20 kam sie mit Aachen jeweils ins Viertelfinale des DVV-Pokals und des europäischen Challenge Cups. Als die Bundesliga-Saison kurz vor den Playoffs abgebrochen wurde, standen die Ladies in Black auf dem siebten Tabellenplatz. In der Saison 2020/21 spielt Agbortabi für den SC Potsdam.
Seit 2014 wurde Agbortabi für die deutschen Jugend- und Juniorinnen-Nationalmannschaften berufen. Mit der U18-Nationalmannschaft erreichte sie 2015 sowohl bei der Europameisterschaft in Bulgarien und bei der Weltmeisterschaft in Peru jeweils den sechsten Platz. Mit der U19-Nationalmannschaft erreichte sie 2016 bei der Europameisterschaft in Ungarn und der Slowakei den siebten Rang. 2018 wurde sie zur Nations League erstmals in die A-Nationalmannschaft berufen.